# Görög férfi jégkorong-válogatott
A görög férfi jégkorong-válogatott Görögország nemzeti csapata, amelyet a Görög Jeges Sportok Szövetsége (görögül: Ελληνική Ομοσπονδία Παγοδρομιών, magyar átírásban: Ellinikí Pagodromión Omoszpondía) irányít. Első mérkőzésüket 1992. március 21-én játszották az 1992-es jégkorong-világbajnokságon és ekkor csatlakoztak a nemzetközi mezőnyhöz. A 29. helyen (3. hely a C2 csoportban) fejezték be a tornát és a mai napig ez a legjobb helyezésük. 2013-ban szerepeltek utoljára a világbajnokságon.

## Eredmények

### Világbajnokság
- 1920-1991 – Nem vett részt
- 1992 – 29. hely (3. a C2 csoportban)
- 1993 – Nem jutott be (2. a C/4-es selejtezőben)
- 1994 – Nem vett részt
- 1995 – 38. hely (9. a C2 csoportban)
- 1996 – Nem jutott be (3. a D/2-es selejtezőben)
- 1997 – Nem vett részt
- 1998 – 40. hely (8. a D csoportban)
- 1999 – 40. hely (8. a D csoportban)
- 2000–2007 – Nem vett részt
- 2008 – 45. hely (5. a Divízió III-ban)
- 2009 – 44. hely (4. a Divízió III-ban)
- 2010 – 43. hely (3. a Divízió III A csoportban)
- 2011 – 45. hely (5. a Divízió III-ban)
- 2012 – 45. hely (5. a Divízió III-ban)
- 2013 – 45. hely (5. a Divízió III-ban)
- 2014–2024 – Nem vett részt